# NGC 2629
NGC 2629 is een elliptisch sterrenstelsel in het sterrenbeeld Grote Beer. Het hemelobject werd op 30 september 1802 ontdekt door de Duits-Britse astronoom William Herschel.

## Synoniemen
- UGC 4569
- MCG 12-9-10
- ZWG 331.62
- ZWG 332.9
- PGC 24682